# 町組町
町組町（まちくみちょう）は、青森県八戸市の地名。

## 地理
八戸市の中央部に位置し、北に荒町、東に鍛冶町、南に大字糠塚字下道・常番町、西に上徒士町が面している。地区の面積は11919平方メートル。八戸市中心市街地の区域、長者地域に属する。

## 地名の由来
南部八戸の城下町によると、町名は町組という足軽の組名に由来し、町組は八戸城下の警備する役割があり、「他の足軽とは異なり町奉行直轄の町足軽の屋敷地であった」と記されている。

## 歴史

### 沿革
- 1872年（明治5年）町村役人廃止により大区小区制による地方行政制度に改められる[8]。町組丁と称し九大区二小区の42村の一つに含まれた[9]。
- 1889年（明治22年）4月1日 - 町村制施行。町組町と改め三戸郡八戸町に属する[10]。
- 1929年（昭和4年） 市制施行に伴い、八戸市に属する[11]。

## 世帯数と人口
| 字         | 世帯数 | 人口 |
| 大字町組町 | 18世帯 | 34人 |
| 合計       | 18世帯 | 34人 |